# Seznam chotí vládců Albánie
Toto je seznam chotí panovníků Albánie. Manželky panovníků užívali titul královna Albánců, královna Albánie, albánská kněžna, paní albánského království atd.
| Albánská kněžna            |                                 |                               |                 |                   |                                          |                                      |                   |                     |
| Picture                    | Jméno                           | Otec                          | Narození        | Sňatek            | Panovnicí od                             | Panovnicí do                         | Úmrtí             | Choť                |
|                            | Komnena Nemanjić                | Štěpán Nemanja                | -               | 1202              | 1208                                     | -                                    | -                 | Dhimitër Progoni    |
| Albánská královna          |                                 |                               |                 |                   |                                          |                                      |                   |                     |
|                            | Markéta Burgundská              | Odo Burgundský                | 1250            | 18. listopad 1268 | únor 1272 manžel si přivlastnil titul    | 7. leden 1285 smrt manžela           | 4. září 1308      | Karel I. z Anjou    |
|                            | Marie Uherská                   | Štěpán V. Uherský             | 1257            | 1270              | 7. leden 1285 manžel se ujal vlády       | 1294 manžel se vzdal titulu          | 25. březen 1323   | Karel II. Neapolský |
| Paní albánského království |                                 |                               |                 |                   |                                          |                                      |                   |                     |
|                            | Tamar Angelina Komnenovna       | Nikephoros I. Komnenos Doukas | ?               | 1294              | 1294                                     | 1309 rozvod                          | 1311              | Filip I. z Taranta  |
|                            | Kateřina z Valois               | Karel I. z Valois             | 1303            | 29. červenec 1313 | 29. červenec 1313                        | 26. prosinec 1331 smrt manžela       | 1346              | Filip I. z Taranta  |
| Vévodkyně z Durazza        |                                 |                               |                 |                   |                                          |                                      |                   |                     |
|                            | Anežka z Périgord               | Jindřich VII. z Périgord      | ?               | 14. listopad 1321 | 1332 manžel se ujal vlády                | 5. duben 1336 smrt manžela           | 1345              | Jan z Durazza       |
|                            | Marie z Kalábrie                | Karel z Kalábrie              | květen 1329     | 21. duben 1343    | 21. duben 1343                           | 23. leden 1348 smrt manžela          | 20. květen 1366   | Karel I. z Durazza  |
|                            | Ludvík z Durazza spoluvládce    | Filip III. Navarrský          | 1341            | 1365              | 1365                                     | 1368                                 | 1376              | Johanna z Durazza   |
| Albánská kněžna            |                                 |                               |                 |                   |                                          |                                      |                   |                     |
|                            | Voisava Balšić                  | Balša I.                      | ?               | 1370              | 1370                                     | 1382                                 | ?                 | Karel Topia poprvé  |
|                            | Komnéna                         | Jan Komnenos Asen             | ?               | 1372              | 1382 manžel se ujal vlády                | 18 September 1385 smrt manžela       | 1396              | Balša II.           |
|                            | Voisava Balšić                  | Balša I.                      | ?               | 1370              | 18. září 1385 manžel se ujal vlády       | 1387 smrt manžela                    | 1396              | Karel Topia podruhé |
|                            | Teodora Branković               | Branković                     | ?               | ?                 | ?                                        | ?                                    | ?                 | Gjergj Topia        |
|                            | Donika Kastrioti                | Gjergj Arianit Komneni        | ?               | ?                 | ?                                        | ?                                    | ?                 | Skanderbeg          |
|                            | Sofie Schönburg-Waldenburg      | Viktor Schönburg-Waldenburg   | 21. květen 1885 | 30. listopad 1906 | 7. březen 1914 manžel se ujal vlády      | 3. září 1914 manžel odešel do exilu  | 3. únor 1936      | Wilhelm Wied        |
| Královna Albánců           |                                 |                               |                 |                   |                                          |                                      |                   |                     |
|                            | Géraldine Apponyi de Nagyappony | Gyula Apponyi de Nagyappony   | 6. srpen 1915   | 27. duben 1938    | 27. duben 1938                           | 7. duben 1939 manžel odešel do exilu | 22. říjen 2002    | Zog I.              |
|                            | Elena Černohorská               | Nikola I. Petrović-Njegoš     | 8. leden 1873   | 24. říjen 1896    | 16. duben 1939 manžel si nárokoval titul | 3. září 1943 manžel se vzdal titulu  | 28. listopad 1952 | Viktor Emanuel III. |